# 软件园二期站
软件园二期站（廈門話：/nŋ̍˥˥ kiã˧˧ hŋ̍˧˥ li˨˩ ki˧˥/）位于中华人民共和国福建省厦门市思明区呂岭路地下，是厦门轨道交通2号线的地铁车站，于2019年12月25日开通运营。

## 车站结构
軟件園二期站为地下二层车站。车站地下一层为站厅层；地下二层为2号线站台层，岛式站台。
| 地面层   | 出入口                               | 出入口                         |
| 地下一层 | 站厅                                 | 票务服务、客服中心、进出站闸机 |
| 地下二层 | 西行                                 | 2 往天竺山方向 （嶺兜）        |
| 地下二层 | 岛式站台，列车运行方向左侧的车门开启 |                                |
| 地下二层 | 東行                                 | 2 往五緣灣方向 （何厝）        |